# Taras Prochaśko
Taras Bohdanowycz Prochaśko, ukr. Тарас Богданович Прохасько (ur. 16 maja 1968) – ukraiński pisarz, tłumacz i dziennikarz. Czołowy przedstawiciel „fenomenu stanisławowskiego”.

## Życiorys
Absolwent Wydziału Biologii Lwowskiego Uniwersytetu Narodowego im. Iwana Franki, z zawodu botanik. Uczestnik studenckiego ruchu z lat 1989–1991, brał udział w rewolucji na granicie. Parał się wieloma zajęciami. Z początku pracował w Iwano-Frankiwsku w Instytucie Leśnictwa Karpackiego, a później nauczał w rodzinnym mieście; był także barmanem, stróżem, pracownikiem radia FM «Вежа», pracował w galerii, w gazecie, w studiu telewizyjnym. Współpracował z kilkoma lwowskimi gazetami jak „Ekspres” (Експрес) czy „Postup” (Поступ). W latach 1992–1994 był współredaktorem magazynu „Czetwer” (Четвер). Od 1992 rокu stale mieszka w Iwano-Frankiwsku. Obok Jurija Andruchowycza jest czołowym przedstawicielem „fenomenu stanisławowskiego”.
Jest członkiem Zrzeszenia Pisarzy Ukraińskich. W 1997 roku został laureatem nagrody magazynu „Smołoskyp” (Смолоскип). 15 grudnia 2007 został laureatem literackiej nagrody imienia Josepha Conrada (fundowanej przez Instytut Polski w Kijowie. Od drugiego numeru jest stałym redaktorem magazynu «Четвер». Poniekąd z racji wykształcenia w utworach Prochaśki przewija się wiele motywów związanych z przyrodą. Prochaśko w swoich dziełach chwilami pisze tylko dla siebie i na potrzeby własnych wewnętrznych rozważań. Pisarz osobliwie traktuje swoje rozważania filozoficzne mówiąc: Krótko mówiąc, filozofia to dla mnie po prostu sens życia. Oznacza to jedność myśli i tego, co dzieje się z człowiekiem. Obecność myśli w miejscu, w którym się znajdujesz, w ruchu, który wykonujesz, w kontakcie, w którym jesteś. Minuta po minucie myślę o tym, co się dzieje. Tak naprawdę to nie jest jakaś ciężka praca, to nie jest stale włączony komputer pokładowy, jak mówią. To po prostu poczucie tego, co jest i nadanie temu sensu. Świadome istnienie. Poczucie swojej obecności w świecie, świadomość tego, jaki krok robisz – dosłownie i w przenośni. Uwaga na to, po co idziesz i dlaczego idziesz. Uwaga na osobę, którą spotykasz. W wielu utworach Prochaśki obecny jest element biograficzny, czasami zbliżając jego utwory do intymnych spowiedzi.
Tłumaczką jego książek na język polski jest Renata Rusnak.

## Twórczość

### Książki
Źródło:
- Nekropol' (Некрополь), przełożona na język angielski i opublikowana w antologii Two Lands, New Visions (1998),
- Inszi dni Anny (Інші дні Анни), Київ: Смолоскип, 1998, pol. Inne dni Anny (zbiór opowiadań, 2001),
- FM „Hałyczyna” (FM "Галичина"), Івано-Франківськ: Лілея-НВ, 2001; 2004,
- Nepr0sti (НепрОсті), Івано-Франківськ: Лілея-НВ, 2002, pol. Niezwykli (powieść, 2002),
- Łeksykon tajemnych znań (Лексикон таємних знань), Львів: Кальварія, 2004,
- Z cjoho można zrobyty kilka opowidań (З цього можна зробити кілька оповідань), Івано-Франківськ: Лілея-НВ, 2005, pol. Z tego można zrobić kilka opowiadań, 2005,
- Port Frankiwsk (Порт Франківськ), Івано-Франківськ: Лілея-НВ, 2006,
- Ukraina (Kraków: Nemrod, 2006), wspólnie z Serhijem Żadanem,
- BotkaJE (БотакЄ), Івано-Франківськ: Лілея-НВ, 2010).

### Tłumaczenia
Przetłumaczył na ukraiński powieść Galicyjskość Łukasza Saturczaka, jako Galicija (Ґаліція, wyd. ukraińskie 2011), Na wysokiej połoninie Stanisława Vincenza (wyd. ukraińskie 2012), Opowieści galicyjskie oraz Wschód Andrzeja Stasiuka (wyd. ukraińskie 2015).
Jego brat Jurij Prochaśko jest tłumaczem literatury niemieckiej.